# أمي وأنا وأمي
أمي وأنا وأمي (بالإنجليزية: Mom & Me & Mom) هو الكتاب السابع والأخير من مؤلفات مايا أنجيلو السيرة الذاتية. نُشر الكتاب قبل عيد الأم بوقت قصير وأيضًا قبل عيد ميلاد مايا أنجيلوالخامس والثمانين.ولأول مرة في أحد كتابات مايا أنجيلو يركز الكتاب علي علاقة أنجليو بوالدتها فيفيان باكستر. حيث يتناول الكتاب سلوك السيدة فيفيان ياكستر وخاصة تخليها عن أنجيلو وشقيقتها عندما كانا صغيرتان، ويحتوي الكتاب علي «ما ربما يروي تفاصيل حياة أنجيلو الحافلة بالأحداث». ويروي الكتاب قصة لم الشمل بين باكستر وأنجيلو والمصالحة بينهم. حازت أنجيلو علي احترام كبير كشاعرة وكاتبة وواحدة من أوائل الكاتبات الأمريكيات السود اللاتي ناقشن حياتهن علنًا من خلال السيرة الذاتية.
«أمي وأنا وأمي» يعرض لمحة سريعة لحياة أنجيلو ويعيد النظر في الكثير من نفس الحكايات والنوادر التي تناولتها في كتبها السابقة. يركز القسم الأول من الكتاب بعنوان «أمي وأنا» علي السنوات الأولي من حياة أنجيلو قبل سن السابع عشر عامًا ويتناول انتقالها وتحولها مشاعرها من حالة الاستياء وفقدان الثقة فيها إلي مشاعر القبول والدعم والحب تجاهها. بعد أن ساعدت باكستر أنجليو في ولادة ابنها بدأت تناديها «بأمي» وليس مجرد «السيدة باكستر». أما في القسم الثاني من الكتاب بعنوان: أنا وأمي«تحكي أنجليو عن الحب المطلق غير المشروط والدعم والمساعدة التي قدموها إلي بعضهما البعض، فساعدتها باكستر في أمومتها وفشل زواجها فأيضًا وظيفتها لم تسلم من متقلبات الحياة. كما فعلت في كتابها أعرف لماذا يغرد الطائر الحبيس واستمرت طوال سلسلتها. رسخت أنجيلو تقاليد كتابة السيرة الذاتية أمريكية من أصل إفريقي. وفي الوقت نفسها قدمت محاولة متعمدة لتغيير البنية المعتادة لسيرة الذاتية من خلال نقد وتغيير ونشر هذا النوع الأدبي. فكانت قد أصبحت معترف بها وتحظي باحترام كبير باعتبارها المتحدثة باسم السود والنساء. قال عنها الباحث جوان براكستون» دون أدني شك، أنجيلو أكثر كاتبة أمريكية سوداء روت سيرتها الذاتية. وقد أصبحت أيضًا «صوت رئيسي لفن السيرة الذاتية في كثير من الأوقات».
تلقت السيرة الذاتية لأنجيلو «أمي وأنا وأمي» العديد من المراجعات كغيرها من سيرها الذاتية وكان معظم هذه المراجعات إيجابيًا. أورد وأشاد معظم المراجعين بالتقديم الجيد لشخصية السيدة باكستر في هذا الكتاب. تحتفل أنجيلو بقبول ودعم والدتها غير المشروط التي آتت باعتبارها المسئولة عن رعاية ابنتها التي شكلت حياة أنجيلو وميراثها من خلال كلماتها وأمثالها. أطلق علي ذلك الكتاب أنه «قصة عميقة التأثير للانفصال ولم الشمل والصورة المتفائلة للأمومة».
تظهر في الكتاب صور لأنجيلو وباكستر وأفراد عائلتهم لتعزيز النص، وهناك إذاعة سمعية بصوت مايا أنجيلو أُصدرت أيضًا في قرص مضغوط وأيضًا توفرت في للتنزيل الرقمي.

## معلومات عامة

غلاف الطبعة الأولى"أعرف لماذا يغرد الطائر الحبيس"

«أمي وأنا وأمي» السيرة الذاتية السابعة من سلسلة أنجيلو للسير الذاتية. لقد اكتمل الكتاب بعد إحدي عشر عامًا من كتابها السابق «الأغنية التي صعدت إلي عنان السماء»(2002)  وبعد أكثر من حوالي ثلاثين عامًا لكتابتها للسيرة الذاتية الأولي أعرف لماذا يغرد الطائر الحبيس(1969). يتناول هذا الكتاب علاقة الأم فيفيان ياكستر بابنتها مايا أنجيلو وقد نُشر قبل عيد الام بفترة قصيرة وقبل عيد ميلاد أنجيلو الخامس والثمانين. في الفترة الزمنية بين نشر أنجيلو لسيرة الذاتية السادسة والسابعة، كانت أنجليو أول امرأة أمريكية من أصل إفريقي وشاعرة يتم اختيارها من قبل مؤسسة ستريلينغ للنشر والذين وضعوا لها خمسة وعشرين قصيدة في مجموعة شعرية للشباب (2004). أما في عام 2009 فقد كتبت أنجليو قصيدة «كان معنا» عن مايكل جاكسون والتي قرأتها كوين لطيفة في جنازته. كتبت أيضًا قصيدة «يومه قد انقضي» لتكريم نيلسون مانديلا بعد وفاته (2013). أيضًا في عام (2009) نشرت كتاب به العديد من المقالات و«رسالة إلي ابنتي»، وقد نشرت أيضًا كتابين للطبخ، المائدة الكبيرة عام (2004) وطعام رائع طوال اليوم في عام (2010). خلال هذه الفترة مُنحت أنجيلو وسام لينكولن عام (2008)  ووسام الحرية الرئاسي عام (2011) 
أصبحت مايا أنجيلو معروفة وتحظي باحترام كبير باعتبارها المتحدثة باسم السود والنساء، قال عنها الباحث جوان براكستون "دون أدني شك، أنجليو أكثر كاتبة أمريكية سوداء روت سيرتها الذاتية. وقد أصبحت أيضًا "صوت رئيسي لفن السيرة الذاتية في كثير من الأوقات". كانت أنجيلو أول الكاتبات النساء الأمريكيات من أصل إفريقيالاتي ناقشن حياتهن الشخصية علنًا، وأيضًا من الأوائل في استخدام نفسها كشخصية محورية في كتبها. أطلقت الكاتبة جوليان مايفليد علي سيرتها الذاتية الأولي أنها "عمل فني صعب الوصف"،  وذكرت أيضًا أن سلسة مايا أنجيلو السيرة الذاتية يمثل سابقة من نوعه ليست فقط للكاتبات النساء السود ولكن أيضًا لذلك النوع الأدبي كفن للسيرة الذاتية ككل. دعاها الباحث هيلتون يأنها واحدة من رواد "العرض الذاتي" رغبة منها في عرض الجوانب السلبية لشخصيتها واختياراتها أكثر من الإيجابيات، على سبيل المثال فعندما كانت أنجيلو تؤلف سيرتها الذاتية الثانية "تجمعوا جميعًا في اسمي" كانت قلقة بشأن تفاعل قرائها تجاه إفصاحها عن ماضيها. أقنعها زوجها بول بنشر الكتاب من خلال تشجيعها علي أنه يلزم عليها ككاتبة قول الحقيقة وتكون صادقة حيال ذلك الأمر.
للمرة الأولي في ذلك الكتاب تركز أنجيلو علي علاقتها بوالدتها «وربما لتٌنهي الأحداث النهائية في حياتها» كما قالت فيونيا ستورجس. قد ذكر المراجع لنسخة الصوتية للكتاب كانديس سميث أن علاقة باكستر بأنجيلو عٌرضت في الكتاب ولكنها لم تُذكر بكل تفاصيلها في كتاب «الطائر الحبيس»، لكن كتاب «أمي وأنا وأمي» يعرض ويشرح أفعال باكستر، خاصة تصرفها تجاه أولادها والأسباب التي جعلتها ترسل أنجليو وأخيها الأكبر للعيش مع جدتهم في ستامبز (أركنساس). يروي الكتاب أحداث لم الشمل الأول الغير مريح لأنجيلو وباكستر ثم في النهاية الصلح بينهم. تظهر في الكتاب صور لأنجيلو وباكستر وأفراد عائلتهم وأصدقائهم المقربين وتعزيز النص، وهناك إذاعة سمعية بصوت مايا أنجيلو أُصدرت أيضًا في قرص مضغوط وأيضًا توفرت في للتنزيل الرقمي.
توضح مايا أنجيلو في مقدمة ذلك الكتاب لماذا كتبته والذي كان يشرح ويتناول كيف أصبحت كاتبة وشاعرة مشهورة على الرغم من أنها وُلدت بنت فقيرة سوداء. ينقسم كتابها إلي قسمين: يضم الأول منهم ثلاثة عشر فصل بعنوان «أمي وأنا»، أما الفصول المتبقية فقد شكلت القسم الثاني من الكتاب وكانت بعنوان «أنا وأمي». شكرت أنجيلو والدتها التي «علمتها كيف تصبح أم» وأهدت ذلك الكتاب لابنها غي بيلي جونسون والذي وصفته بأنه «أحد أكثر الرجال الذين عرفتهم شجاعة وكرم».

## ملخص الحبكة
والدة أنجيلو، فيفيان باكستر ولدت في سانت لويس بولاية ميسوري في مطلع القرن العشرين. هي الأكبر من بين ستة أطفال لوالدها الترينيادي ووالدتها الإيرلندية. كانت أسرة باكستر عنيفة ولكنها كانت متدينة وتحب الموسيقي. التقت باكستر «ذات الجمال المذهل»  بوالد أنجيلو بيلي جونسون الذي كان يعمل اختصاصي تغذية وطهي الطعام، وفي عام 1924 عند عودة جونسون من أداء الخدمة في الحرب العالمية الأولى تزوجوا وانتقلوا إلي كالفورنيا حيث وُلدت أنجليو وشقيقها الأكبر بيلي. عندما كانت أنجليو في سن ثلاثة أعوام وبيلي في سن خمسة أعوام، انفصل والديهم وأرسلوهم بالقطار مع بطاقات حضور دون إشراف شخص أكبر عليهم؛ ليعيشوا مع جدتهم والدة أباهم، أني هندرسون، في ستامبز (أركنساس).
عاشت أنجيلو وشقيقها الأكبر مع جدتهم وابنها، عمهم ويلي حتي تمت سن الثالثة عشر. قاموا بزيارة والدتهم في سانت لويس لفترات قصيرة،
ولكن تعرضت أنجليو للاغتصاب في سن الثامنة وقتل أحد أفراد عائلتها المغتصب انتقاما منه. شعرت أنجليو بالذنب تجاه موته وتوقفت عن الحديث مع أحد إلا مع بيلي لعدة سنوات. رجعوا مرة ثانية إلي ستامبز (أركنساس) ولكن عندما وصل بيلي إلي سن الأربع عشر عادوا إلي رعاية والدتهم في سان فرانسيسكو لحمايتهم. في البداية كانت أنجيلو معاندة لوالدتها وغاضبة منها لتخليها عنها وعن أخيها بيلي واختارت أن تناديها «بالسيدة باكستر» واستمرت عدة سنوات إلي ذلك.
في أحد شهور الصيف قام بيلي وأنجليو بزيارات منفصلة لوالدهما في سان دييغو، أطلق «كيركس في تعليقاته» علي ذلك اللقاء «اللقاء الجدي القبيح». لم تتفاهم أنجليو مع زوجة أبيها. أثناء زيارة أنجيلو لوالدها أخذها إلي المكسيك. شرب أبوها كثير من الخمر فاضطرت أنجليو إلي العودة به عبر الحدود، عي الرغم من أنها لم تقود أي سيارة من قبل. عندما عادوا إلي سان دييغو، ضربتها زوجة والدها بالمقص أثناء نقاشهم. اختارت أنجليو أن تعيش في الشوارع حتي تشفي من جرحها. عند عودته إلي سان فرانسيسكو قررت أنها بحاجة إلي وظيفة كموصلة ترام. في البداية لم يتيح لها التوظيف لأنها سوداء، ولكن بتشجيع والدتها استمرت مع شركة موصلين الترام حتي أصبحت أول المواطنين السود في العمل بالسكة الحديد. أمنتها باكستر بإعطائها مسدس لحماية نفسها.
عندما أتمت أنجيلو سن سبعة عشر عامًا، أصبحت حاملاً بعد لقاء واحد مع ابن الجيران. أخبرت أنجليو بيلي الذي نصحها بإخفاء الأمر وعدم إبلاغ أمهم وزوجها حتي تخرجها من المدرسة الثانوية. قبل ولادة ابنها يثلاثة أسابيع أخبرتهم بذلك الأمر. كان رد فعل باكستر هو تجهيز الحمام، كما قالت أنجليو، «في عائلتنا وللأسباب غير معروفة فإن تجهيز الحمام لشخص أخر وملئه بالروائح الطيبة شرفًا كبيرًا». ساعدت باكستر أنجليو خلال الولادة، ومنذ ذلك الحين بدأت أنجيلو تناديها «أم» وفيما بعد تناديها «بأمي».

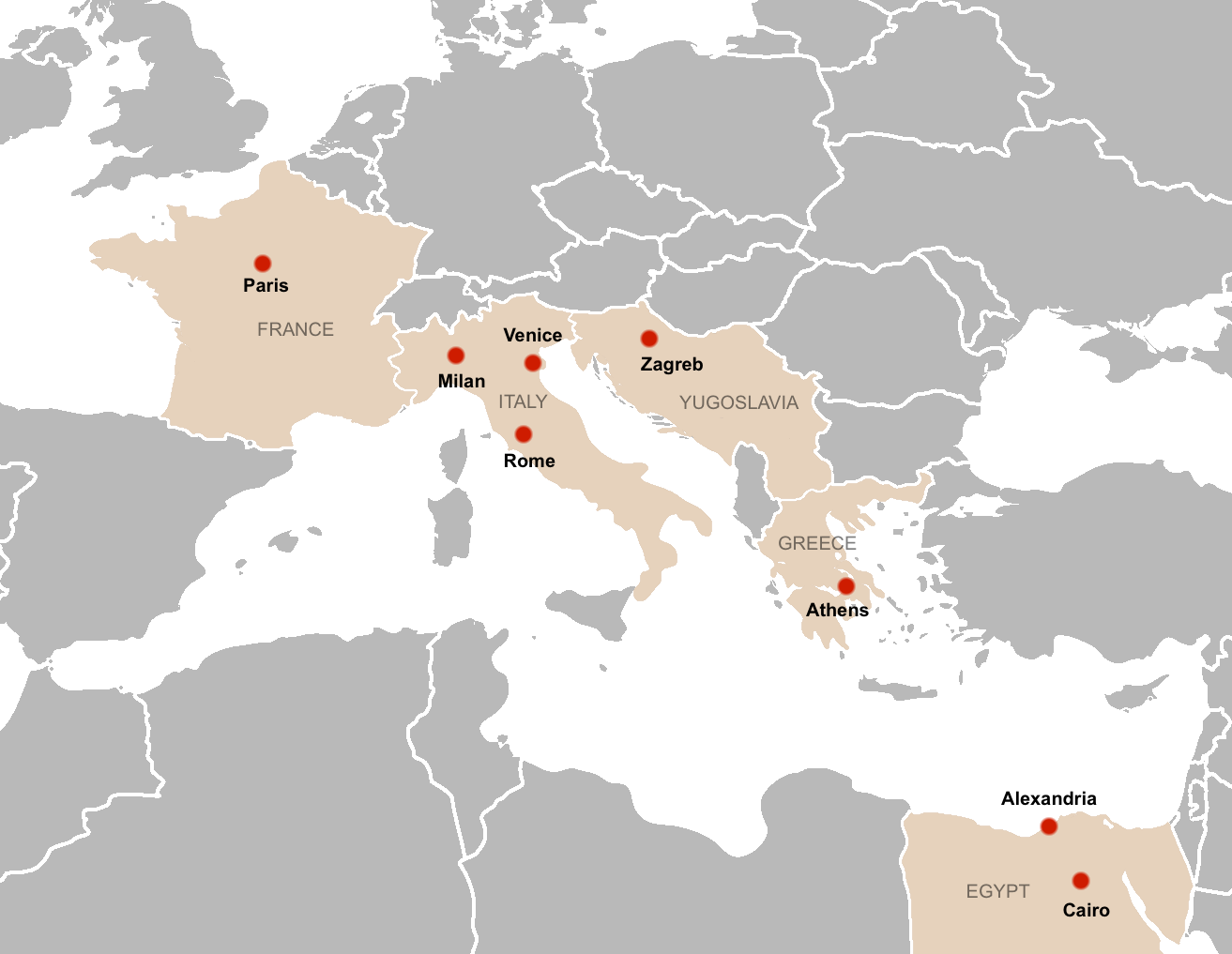
خريطة لأماكن التصوير الأوروبية والمصرية التي زارتها أنجيلو، أثناء عملها بأوبرا البغروس وباس، كما هو موضح في سيرتها الذاتية الثالثة

يتكون باقي الكتاب من سلسلة أحداث عن ما فعلته باكستر لدعم وقبول ابنتها واستمرت وعملت علي كسب حبها واحترامها من خلال دعمها لحل مشاكلها بسبب ابنها غير الشرعي وزواجها الفاشل وتقلبات وظيفتها. روت أنجيلو العديد من القصص المتعلقة بباكستر والتي شملت دعمها لأنجليو باعتبارها أم وحيدة معتمدة علي ذاتها، وتدخلها لإنقاذ حياة أنجيلو بعدما ضربها صديقها السابق. في البداية قاومب أنجليو لكن بعد ذلك قبلت الزواج من بحار يوناني يُدعي توش أنجليوس. بعد ذلك تروي أنجليو بداية عملها كراقصة وفنانة في سان فرانسيسكو. اعتنت باكستر بحفيدها لأن أنجيلو قد سافرت إلي أوروبا كعضوة في أوبرا غيرشوين «بورغي آند بيس»، ولكنها قد شعرت بالذنب تجاه ابنها فعادت واستأنفت علاقتها بابنها وأمها. بعد ذلك انتقلوا إلي مدينة نيويورك وبدأت حياتها العملية ككاتبة وشاعرة.
ذكرت أيضًا أنجيلو الأنشطة الاجتماعية لوالدتها بكل فخر والمنظمات الخيرية للنساء السود في ستوكتون، كاليفورنيا، كذلك حياتها المهنية كأول سيدة سوداء تعمل كتاجرة لجنود البحرية. في وقت من الأوقات أسقطت باكستر كل شيء وأتت إلي مساعدة ابنتها حينما كانت تعمل في فيلك ستوكهلم. دعمت باكستر قرار ابنتها علي العيش في أفريقيا لفترة من الوقت وبعد أن عادت أنجليو إلي الولايات المتحدة الأمريكية لتشغل منصب معلمة في جامعة ويك فوريست مدرسة الطب في وينستون-سالم، كارولاينا الشمالية.وصفت أنجيلو زواج والدتها في وقت متأخر من عمرها لزوجها الرابع والذي وصفته باكستر بحبها العظيم وفضلته مايا أنجيلو كثيرًا. في مشهد صعب جدًا بين أنجيلو وأخيها الذي بالرغم من أنه يبدو عليه أنه عاد بسهولة إلي والدته فعندما كانوا مراهقين (أطلقت عليهم «العشاق الجدد») انزلقوا في صراع مع تعاطي المخدرات.
تٌنهي أنجيلو «أمي وأنا وأمي» بوصف وفاة فيفيان باكستر عام 1991 وبأخر عبارات أنجليو الأخيرة علي فراش الموت. في عام 1995 كرمت مدينة ستكتون باكستر بتسمية حديقة عامة باسمها وذلك تكريمًا للسنوات التي قضتها في الخدمة.

## النوع والنمط الأدبي
بداية بكتاب «الطائر الحبيس» حاولت أنجليو محاولة متعمدة أثناء كتابتها السيرة الذاتية ومن ضمنهم «أمي وأنا وأمي» لتغيير البنية المعتادة للسير الذاتية من خلال نقدها وتغييرها ونشر هذا النوع من الفنون. أطلق المراجعون علي كتبها «كتب خيال السيرة الذاتية» لما استخدمته من تقنيات الخيال كالحوار والوصف والتطور الموضوعي. فاليري سايرس في مراجعة لها لكتاب «أمي وأنا وأمي» في صحيفة واشنطن بوست الأمريكية أطلقت علي كتب أنجيلو «مذكرات» لتركيزها المحدود، ولكنها أشادت بوصف أنجيلو لتربيتها كامرأة سوداء في «جيم كرو أمريكا». ذكرت أيضًا سايرس أن:«أنها نجحت في الكشف عن مساويء الوطن دون أي خدع ذكية... تتطلب ضبط النفس كبير وحسن النية في ذلك الأمر». أوردت مايا أنجيلو في لقاء لها عام 1989 أنها الكاتبة الوحيدة «الجادة» التي تختار هذا النوع للتعبير عن ذاتها. أيضًا قالت الناقدة سوزان جلبيرت أن أنجليو لا تروي فقط قصتها ولكن قصص جماعية مختلفة. أضاف الباحث سولين ر كولدجر أن أنجليو ممثلة لفن السير الذاتية الأمريكية الإفريقية كتعبير عن ما يحدث لكثير من الناس. أقنعها محررها رويرت لوميس بكتابة «الطائر الحبيس» من خلال تحديها لكتابة سيرة ذاتية يمكننا اعتبارها من ضمن «الفن الراقي»  والذي استمرت فيه خلال كل سلاسل سيرتها الذاتية. على الرغم من ان أنجليو كاتبة ناجحة إلا إنها كما أصرت سايرس ذكية وموهوبة بما فيه اكفاية لكتابة إلي أي جمهور، ولكنها اختارت عدم الكتابة«لجمهور الأدب الرفيع» واختارت الكتابة «للقراء الواضحين والصريحين مثلها».
يتوافق فن السيرة الذاتية لأنجليو مع بنية ذلك النوع القوي من الفنون: يكتبها مؤلف واحد وبها تسلسل منطقي للأحداث وتحتوي علي عناصر الشخصية وبها تقنية وموضوع. في مقابلة مع الناقدة الأمريكية الإفريقية "كلوديا تايت" عام 1983 استحضرت أنجليو كل كتبها وسيرها الذاتية  وعند الحديث عن استخدامها الفريد لهذا النوع من الفنون، اعترفت باستخدام أسلوب السرد التقليدي كالعبد الذي يتحدث بصيغة الشخص المفرد لتعبير عن صيغة الجمع فدائمًا عندما تقول أنجليو "أنا" فهي تقصد "نحن". اعترفت أيضًا ان لكتبها جوانب خيالية؛ تميل بها إلي البعد عن المفهوم التقليدي للسير الذاتية كحقيقة". علي الجانب الآخر يتوازي نهج أنجيلو في كتابتها للسير الذاتية مع العديد من أشكال السيرة الذاتية الأمريكية الإفريقية اتي كٌتبت في الفترة التي أُلغيت فيها عقوبة الإعدام في الولايات المتحدة الأمريكية والتي ما كانت غالبًا تخضع لرقابة حقيقية لأغراض حماية الذات. وضع الكاتب ليمان هاغن أنجليو في فن السيرة الذاتية الأمريكية الإفريقية المطولة، ولكنه أصر علي انها خلقت تفسير فريد لشكل السير الذاتية.
ناقشت أنجيلو العملية الكتابية "والمفهوم المؤقت للحقيقة في الخيال" والمذكرات  في مقابلة مع الصحفي جورج بليمبيتون عام 1998. عندما سأل الصحفي أنجيلو عما إذا كانت تغير الحقيقة لتحسين قصتها أجابت "في بعض الأحيان أصنع قطر دائري مكون من مزيج من ثلاثة أو أربعة أشخاص لأن جوهر شخص واحد لن يكون كافي للكتابة عنه". على الرغم من عدم اعتراف أنجيلو أبدًا بتغيير الحقائق إلا إنها استخدمتها لتخلق تأثير قوي وتفاعلي مع القاريء. كما ذكر هاغن أنه "يمكن للمرء افتراض "حقيقة الأشياء والبيانات" الموجودة في أعمال أنجيلو، وذكر أيضًا "استخدام أنجيلو للخيال لتعزيز المصلحة". ذكر محرر أنجليو روبرت لومييس أن أنجيلو قادرة علي إعادة كتابة كتبها بإعادة ترتيب الحقائق لتترك تأثير مختلف علي القاريء. كما في «الطائر الحبيس» وأحداث «أمي وأنا وأمي» وبقية سيرها الذاتية ذات حلقات ووُضعت على شكل سلسلة من القصص القصيرة، ولكنه لا يتبع تسلسل زمني واضح، شيء تستخدمه أنجيلو لتجبر القاريء علي التقدم إلي الأحداث التالية. وافقت سايرس قائلة أن أنجيلو تولي اهتمامًا قليلاً للتسلسل الزمني في كتابها. ذكرت سايرس أيضًا "سباق الوقت من خلال السرد"، الشخصيات الرئيسية مثل زوج والدة أنجيلو دادي سيدل الذي اختفي بعد ضكره مرة واحدة. على الرغم من تكرار استخدام الحكايات التي سبق ذكرها. وفقًا لما قالة المراجع ستاسي روسو كان التركيز في «أمي وأنا وأمي» علي شخصية أمها، وقال"أن ذلك التركيز كان إضافة متميزة لكتابات أنجيلو للسير الذاتية". وصي المعلق بام كينجسبري بالكتاب إلي كل الجماهير، وأضاف أن الجماهير التي تعرف أنجيلو وتتابع أعمالها ستري سيرة حية أكثر شمولاً عن حياتها، أما الجماهير الجديدة ستجد مقدمة وضعها المؤلف بشكل جيد وثاقب.
حكم النقاد علي «أمي وأنا وأمي» وغيرها من السير الذاتية مثل «ضوء الأول» و«الطائر الحبيس» والذين استقبلوا كثير من المديح. تعتبر مارجوري كير في صحيفة المرشد للعلوم كتاب «أمي وأنا وأمي» تكملة لكتاب «اطائر الحبيس». ولقد أُعيد النظر في كثير من الأحداث اموصوفة في السير الذاتية مايا أنجيلو في هذه السيرة الذاتية، وبعضها يحتوي على تفاصيل أكثر كتفاصيل فترة حياة مايا أنجيلو دون مأوي والتي وصفتها في «الطائر الحبيس» وأيضًا ضرب صديقها الغيور لها وتم الكشف عن تلك الأحداث في «خطاب إلي ابنتي»(2008) والكتاب الثالث لمقالات مايا أنجيلو. وفقًا لما قالته فيونا سترجيس الذي راجع كتاب «أمي وانا وأمي» في مقال في صحيفة الاستقلال البريطانية، كما في كتبها السابقة روت تلك الحكايات برؤية واضحة غابت عنها الشفقة علي الذات وكان يسود علي تلك الحكايات جو قاتم. لم تكن مايا أنجيلو واحدة من كتاب النثر المنمق؛ فهي تحافظ علي الأسلوب الدقيق والاقتصادي الذي جعل تلك اللحظات أكثر حيوية كالفيلم الذي لا يمكنك الابتعاد عن النظر إليه. أوضحت سايرس الأحداث المأسوية الكبري مثل الحدث الذي تعرضت فيه مايا أنجيلو للضرب «تم توصيله دون كثسر من التضخيم أو إشارة مرجعية أخري».

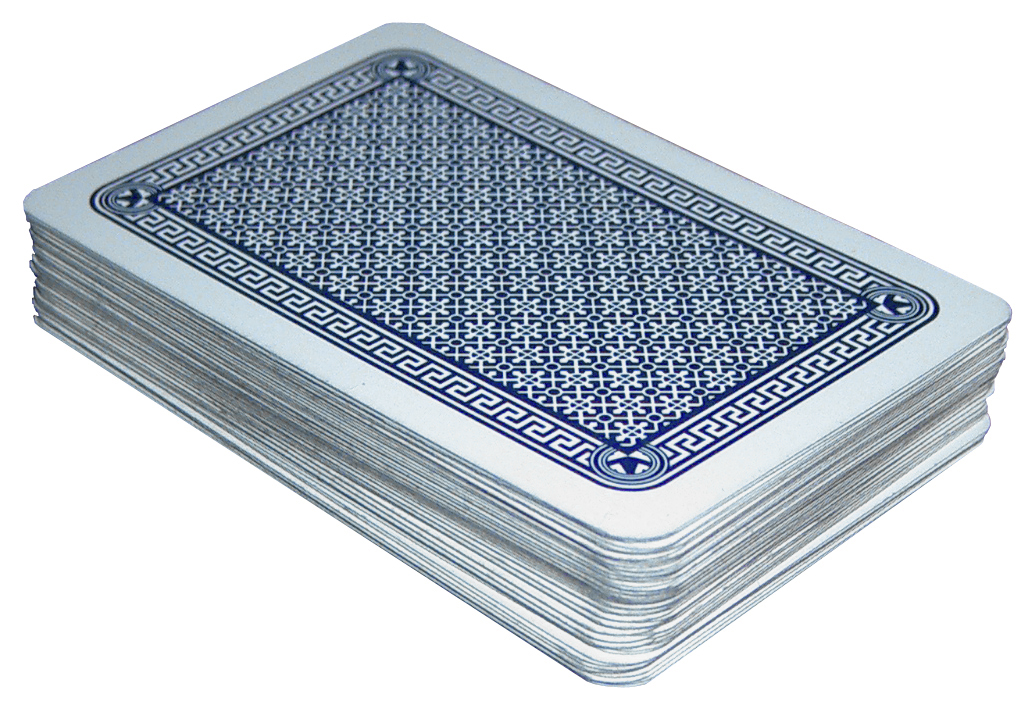
ورق لعب يساعد أنجيلو في الكتابة

تصف مايا أنجيلو عملية كتاباتها بالتنظيم الصارم. بداية «بالطائر الحبيس»، فقد استخدمت نفس «طقوس الكتابة» لسنوات عديدة في جميع أعمالها نثرًا كانت أم شعرًا. كانت تستيقظ في تمام الساعة الخامسة صباحًا وتذهب إلي غرفة الفندق حيث تطلب من الموظفين إزالة أي صور علي الجدران وكانت أنجيلو تكتب في دفتر من الورق الفلوسكابوهي مستلقية علي السرير معها زجاجة من خمر الشيري، وأوراق لعب لتلعب سوليتير، ومعها قاموس المرادفات، والكتاب المقدس ثم ترحل في الفترة المبكرة من بعد الظهيرة. كانت أنجيلو تكتب في المتوسط ما بين العشرة والاثنتي عشرة صفحة في اليوم والتي تحررها وتعدلها في ثلاث أو أربع صفحات في المساء. وكما قالت مايا أنجيلو في مقابلة لها عام 1989 مع هيئة الإذاعة البريطانية إنها تفعل ذلك لتخفيف عذابها وكربها ومعاناتها؛ فهي تضع نفسها مرة أخرى في ذكرياتها وتجاربها المؤلمة كاغتصابها في «الطائر الحبيس» لكي «تقول الحقيقة الإنسانية» عن حياتها. وقد ذكرت أنجيلو أنها لعبت بتلك البطاقات لتصل إلي السحر لتصل إلي ذكرياتها. ذكرت أيضًا «أن هذه العملية قد تستغرق ساعة واحدة ولكن بمجرد أن أصل إلي هذه المرحلة- ها! إنها عملية شيقة للغاية!» فهي لا تجد تلك العملية علاجًا لحالتها بل وجدت الاعتقاد في «قول الحقيقة».

## النقد
لأول مرة يأتي كتاب «أمي وانا وأمي» في الترتيب الثامن علي قائمة الكتب الأكثر مبيعًا بينيورك تايمز في أسبوع صدوره الحادي والعشرين من إبريل عام 2013. تلقي كتاب «أمي وأنا وأمي» مراجعات في معظمها إيجابية كغيره من كتب مايا أنجيلو للسير الذاتية. راجعت الكتاب فيونا ستورجيس في مجلة الاستقلال البريطانية وأيضًا راجعه ستايس روسه لمكتبة المجلة وأفاد كلاً منهما أن قراء مايا أنجيلو قد أدركوا العديد من فترات حياتها في «أمي وأنا وأمي» من كل سيرها الذاتية المبكرة. علي الجانب الآخر كان للملاحظ بيرنادراين إيفاريستو للنشر البريطاني ملاحظات سلبية علي الكتاب ووصفه «بالسطحية فهو فقط يعيد صياغة قصص من مذكرات سابقة». شكك إبفارستو في صحة الحكايات التي أوردتها أنجيلو في الكتاب وذكر أيضًا أن بعض هذه الحكايات يتعارض مع إصدراتها السابقة. يعتقد إيفارستو أن «أمي وأنا وأمي» يضعف كتاب «الطائر الحبيس» والذي وصفته «بانتصار يفتح أفاقًا جديدة».

أحد مقولات مايا أنجيلو.

رأي المراجع هيد إريدرك أن كتاب «أمي وأنا وأمي» لا يركز علي الصدمات النفسية في حياة طفولة مايا أنجيلو كما وصفتها في «الطائر الحبيس» «ولكنه بني صورة للذات من خلال تفاصيل علاقتها بوالدتها التي تخلت عنها وتفاصيها علاقتها مع من عاشت معهم خلال فترة مراهقتها». ذكر إردريك أن نثر أنجيلو «مكتوب ببساطة شديدة» «ووصف نغماتها باللؤلؤ المضيء والحلو المليء بالمودة لذاتها الصغيرة». ذكر أيضًا أنه بالرغم من أن أنجيلو كتبت للنساء فب نفس عمرها والاتي عانوا من نفس الصعوبات التي واجهتها أنجيلو. الكتاب ليس للوعظ ولكنه «يعرض مسار حياة أنجيلو المليء بالعقبات التي تحملتها وواجهتها من خلال معرفة الذات وحب الأم». وافق «الناشرون الأسبوعيون» هذا الرأي وذكروا أن «الدروس المستفادة ومشاعر الحب المعروضة في ذلك الكتاب ستتحدث إلي أولئك الذين يحاولون إيجاد طريق لهم في هذا العالم». ذكر إريدرك أيضًا أن أسلوب السرد لأنجيلو عن «حبها الصعب لأمها غير العادية» كان مفتعلاً. صورت أنجيلو باكستر علي أنها غير عادية في وعيها بذاتها ومتحررة من الآخرين ومستقلة بذاتها غير كل نساء عصرها. «تلك الأشياء كانت في خيال أنجيلو لكنها حقيقة وغير متوقعة كهدية من ابنتها الموهوبة».
شعر معظم النقاد بالشكل الجيد الذي قُدمت به شخصية باكستر في «أمي وأنا وأمي». راجع كانديس سميث النسخة السمعية من الكتاب وذكر أن أنجيلو احتفلت بالقبول غير المشروط والدعم من والدتها ورعايتها لها التي شكلت حياة المؤلفة من خلال كلماتها وأمثلتها. أطلقت فانيسا بوش المسؤلة عن قائمة الكتب علي الكتاب أنه "مجموعات حب لعلاقات معقدة" و"يكشف بعمق عن التسلسل المنطقي للحب والشفاء"  وذكر روسو أن الكتاب هو "تحية واحترام لاستقلال باكستر وروحها النابضة والشجاعة". اختلفت إيفارستو مع تلك الآراء وذكرت أن شخصية باكستر تظهر كشخصية سطحية وليست مثيرة للاهتمام وأكثر قدسية وأقل مصداقية أكثر مما وصفتها أنجيلو في كل مكان آخر. وأطلقت ستورجس علي الكتاب "قصة مؤثرة لانفصال أنجيو عن والدتها ولم الشمل مرة أخري وفي نهاية المطاف الصورة المتفائلة للأمومة". أوضحت ستورجيس أن أكثر جزء شيق من الكتاب عندما "قلبت فكرة والدتها التي تخلت عن أطفالها بوحشية وغير إنسانية". وذكرت أيضًا أن باكستر قدمُت كشخصية معتزة بنفسها وشخصيتها جذابة ذات كاريزيما خاصة ومستقلة بذاتها ومرنة وتلك الصفات "انتقلت إلي ابنتها". أصرت المراجعة فاليري سايرس علي أن المشاهد التي تصور "خطوات توقف أنجيلو" تجاه تسامحها مع والدتها وقبولها لها كان من أفضل ما ذُكر في الكتاب. وصفت سايرس «أمي وأنا وأمي» "بحساب الغفران" ومثل أنجيلو وباكستر "تكشف عن الأحداث بما فيه الكفاية وعن مقاومتها لمشاكلها" كما توقعت منها والدتها. توقعت مايا أنجيلو من قراءها الاستياء والغضب "مهما كانت الأحداث لا تُطاق". أطلقت أيضًا سايرس علي باكستر ومايا أنجيلو "الوجود الدرامي الكبير" وقالت أن أنجيلو توافقت مع روح والدتها".
وفقًا لما قالته سايرس يتضمن الكتاب «روح الدعابة والتفاؤل القوية عند أنجيلو» أما عن المراجع كيركس فقد ذكر أن «أسلوب أنجيلو أسلوب صادق، فكتاباتها واضحة وصريحة ومبسطة»، والتي تضمنت «نعومة كالبيسو وموجات من الموسيقي بين لحظات الشر». أضاف كيركس وأطلق علي الكتاب «أنه مترابط الأحداث ومذكرات مضبوطة بدقة». وكما قال سميث في مراجعته للنسخة السمعية للكتاب أن «أنجيلو قامت به في نغمات بطيئة ومدروسة ومع نطق دقيق. على الرغم من أن كل الأحداث مؤسفة إلا أن أنجيلو كانت» صادقة لاشك في ذلك«. ذكر سميث أن» على الرغم من أن صوتها لا يُظهر الكثير من المشاعر فكانت كل كلماتها قوية وقصصها رائعة.
اتفق معظم النقاد علي أن الكتاب سيكون له شعبية كبيرة عند القراء، مألوفة لكتابات مايا أنجيلووأيضًا لقراءها. سميت ماجوري كير الكتاب «بقصة الفداء» و«عطاء وإشادة جميلة». توقعت أن قراء أنجيلو سبفرحها ذلك. وتوقع روسو أن نتيجة شعبية أنجيلو و«كتاباتها المعتادة» سيكون الكتاب استئناف للكتابات السابقة.